# 珸瑤瑁水道

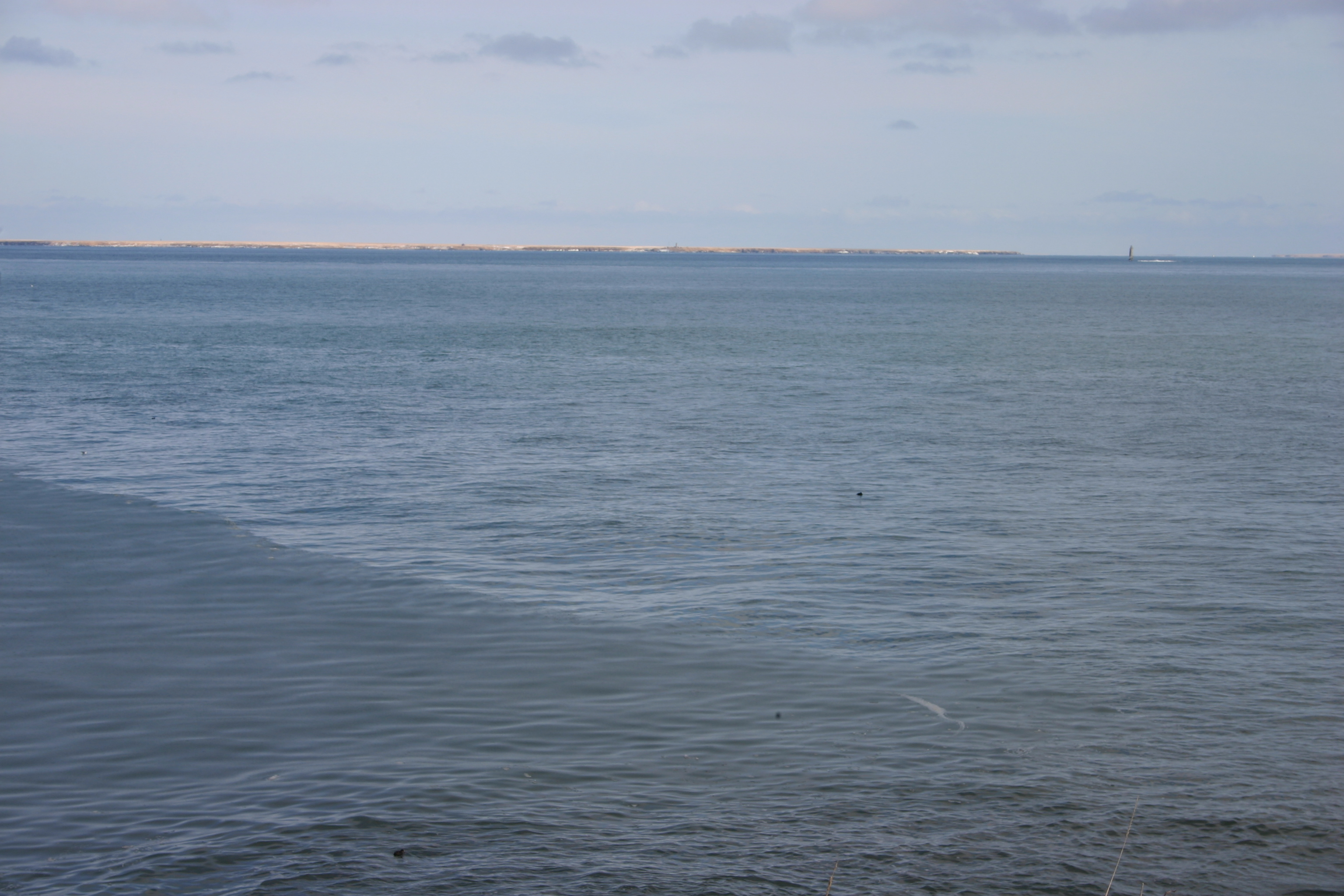
珸瑤瑁水道越しの貝殻島灯台と歯舞群島

珸瑤瑁水道（ごようまいすいどう、珸瑶瑁水道とも）は、北海道の東端、根室半島の納沙布岬と、歯舞群島の水晶島との間の水道である。珸瑤瑁海峡（ごようまいかいきょう）ともいう。珸瑤瑁は、根室半島根室市内の地名で、アイヌ語の「コイ・オマ・イ」（波があるもの）に由来する。ロシア語名はソビエツキー（ソビエト）海峡（Советский пролив）である。
歯舞群島は、1945年（昭和20年）9月にソ連が武力によって占領し、以降ソ連およびロシア連邦による実効支配が続いているため、珸瑤瑁水道が事実上の国境となっている。
1945年（昭和20年）9月27日のマッカーサー・ラインにより日本漁船の出漁できる海域が定められ、このときは納沙布岬と水晶島の中間が境界線とされたため、貝殻島周辺は日本漁船の出漁可能地域とされた。しかし、1948年（昭和23年）に珸瑤瑁水道のほぼ中間地点である貝殻島との中間線が境界線に変更され、同島周辺での日本漁船の出漁に制限が加えられた。これ以降、同水道付近でソ連・ロシアによる日本漁船の拿捕事件が起きている。
1963年（昭和38年）6月10日、日ソ貝殻島昆布採取協定が締結され、ソ連側に入漁料を支払うことで、6月から9月にかけて珸瑤瑁水道内の貝殻島、オドケ島、萌茂尻島近海において、漁獲枠内の昆布漁が可能となった。日ソ（日ロ）貝殻島昆布採取協定は、数年の中断期間はあったものの（2017年）現在も有効であり、2016年（平成28年）には241隻の漁船が出漁し、ロシア側に9026万8000円の入漁料を支払った。